# 中南出版传媒集团
中南出版傳媒集團股份有限公司（英語：China South Publishing & Media Group Co., Ltd），是一家總部位於中華人民共和國湖南省長沙市的出版传媒集团，其業務範圍涵蓋出版業、傳媒業及信息服務業。
2010年10月28日，中南出版傳媒集團在上海證券交易所上市（上交所：601098，证券简称：中南传媒），成為出版傳媒行業里第一支全產業鏈上市公司。

## 公司簡介
中南出版传媒集团是母公司湖南出版投资控股集团将原旗下主营业务和资产重组改制而来的湖南省一级出版传媒集团，成立于2008年12月。旗下图书出版业务总括湖南省内各省级出版社，发行资源则有以湖南省新华书店系统为主的各发行公司，其中包括中国最大图书策划发行公司之一的中南博集天卷。此外，拥有湖南省内发行量最大的都市日报潇湘晨报。

## 主要股東
| 股東名稱                                     | 持股比例 | 本期持股數（萬股） | 持股變動數（萬股） |
| -------------------------------------------- | -------- | ------------------ | ------------------ |
| 湖南出版投資控股集團                         | 61.46%   | 110,378.93         | ━                  |
| 香港中央結算有限公司                         | 5.37%    | 9,639.66           | ▲增持1,895.14      |
| 湖南盛力投資有限責任公司                     | 3.23%    | 5,809.42           | ━                  |
| 全國社保基金一零四組合                       | 3.01%    | 5,400.02           | ▼減持300.00        |
| 中國證券金融股份有限公司                     | 2.41%    | 4,327.78           | ▲增持341.05        |
| 天安財產保險股份有限公司－保贏1號            | 1.45%    | 2,612.74           | ▼減持44.42         |
| 交通銀行股份有限公司－匯豐晉信雙核策略混合型 | 1.05%    | 1,894.17           | ▲增持416.14        |
| 中央匯金資產管理有限責任公司                 | 0.97%    | 1,750.70           | ━                  |
| 交通銀行股份有限公司－匯豐晉信大盤股票型證券 | 0.74%    | 1,321.25           | 新进股东           |
| 全國社保基金一零三組合                       | 0.67%    | 1,199.94           | ▲增持100.00        |

## 公司高管

### 董事會
- 董事長：龔曙光
- 董事：彭玻、丁雙平、高軍、舒斌
- 獨立董事：季水河、陳共榮、賀小剛
- 董事會秘書：高軍

### 監事會
- 主席：彭兆平
- 監事：劉閎、張旭東
- 職工監事：李雄偉、張菊明

### 管理層
- 總經理：丁雙平
- 副總經理：高軍、劉清華、龍博、陳昕、黃楚芳
- 財務總監：王麗波

## 外部連結
- 官方网站（简体中文）（英文）